# Chodel (gmina)
Pour les articles homonymes, voir Chodel.
Chodel est une gmina rurale (gmina wiejska) du powiat d'Opole Lubelskie, dans la Voïvodie de Lublin, dans l'est de la Pologne.
Son siège administratif (chef-lieu) est le village de Chodel, qui se situe environ 13 kilomètres (km) à l'est d'Opole Lubelskie (siège du powiat) et 35 kilomètres au sud-ouest de la capitale régionale Lublin (capitale de la voïvodie).
La gmina couvre une superficie de 108,21 km2 pour une population de 6 771 habitants en 2006.

## Histoire
De 1975 à 1998, la gmina est attachée administrativement à l'ancienne Voïvodie de Lublin.

Depuis 1999, elle fait partie de la nouvelle voïvodie de Lublin.

## Géographie
La gmina inclut les villages (sołectwa) de:

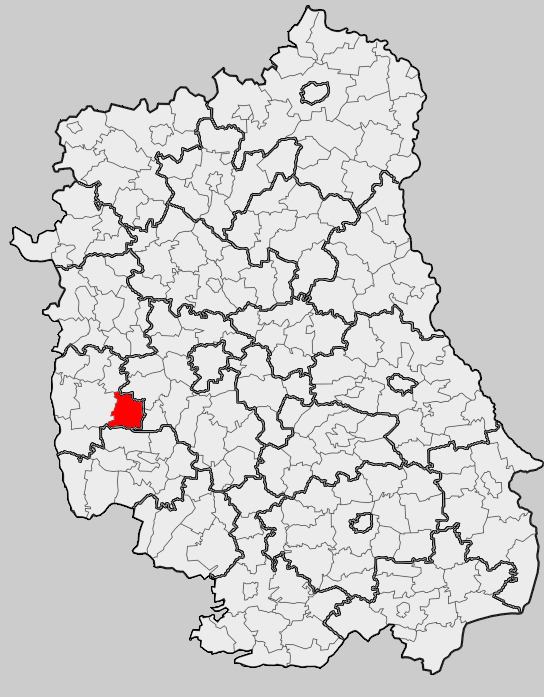
Position de la gmina dans la voïvodie

- Adelina
- Antonówka
- Borów
- Borów-Kolonia
- Budzyń
- Chodel
- Godów
- Grądy
- Granice
- Huta Borowska
- Jeżów
- Kawęczyn
- Książ
- Lipiny
- Majdan Borowski
- Osiny
- Przytyki
- Radlin
- Ratoszyn Drugi
- Ratoszyn Pierwszy
- Siewalka
- Stasin
- Świdno
- Trzciniec
- Zastawki
- Zosinek

### Gminy voisines
La gmina de Chodel est voisine des gminy de:
- Bełżyce
- Borzechów
- Opole Lubelskie
- Poniatowa
- Urzędów

## Structure du terrain
D'après les données de 2002, la superficie de la commune de Chodel est de 108,21 kilomètres carrés, répartis comme telle :
- terres agricoles : 80 %
- forêts : 15 %

La commune représente 13,46 % de la superficie du powiat.

## Démographie
Données du 30 juin 2004:
| Description        | Total  | Total | Femmes | Femmes | Hommes | Hommes |
| ------------------ | ------ | ----- | ------ | ------ | ------ | ------ |
| Unité              | Nombre | %     | Nombre | %      | Nombre | %      |
| Population         | 6 782  | 100   | 3 374  | 49,7   | 3 408  | 50,3   |
| Densité (hab./km²) | 62,7   | 62,7  | 31,2   | 31,2   | 31,5   | 31,5   |